# Sławomir Foryś
Sławomir Foryś (ur. 4 listopada 1974) – polski biathlonista, mistrz Polski.

## Życiorys
Był zawodnikiem Biathlonu Wałbrzych. W 1994 został wicemistrzem Polski juniorów w biegu indywidualnym i w sprincie. Na mistrzostwach Polski seniorów zdobył pięć medali: srebrne w sztafecie i biegu drużynowym w 1995, złoty w biegu drużynowym, srebrny w sztafecie i brązowy w biegu indywidualnym w 1996. 
Reprezentował Polskę na mistrzostwach świata juniorów w 1993 (80 m. w biegu indywidualnym) i 1994 (74 m. w biegu indywidualnym, 49 m. w sprincie, 18 m. w sztafecie i 17 m. w biegu drużynowym, mistrzostwach świata seniorów w 1996 (79 m. w biegu indywidualnym) i 1997 (49 m. w biegu indywidualnym). 
Pracuje jako trener w Uczniowskim Klubie Sportowym w Mieroszowie. Jego zawodniczką była m.in. Kamila Żuk.